# مارتينش ميرز
مارتينش ميرز (باللاتفية: Mārtiņš Meiers)‏ مواليد 30 مارس 1991 في يورمالا، لاتفيا، هو لاعب كرة سلة لاتفي. بدأ مسيرته الاحترافية في سنة 2009. يحمل الرقم 33. لعب مع نادي فينتسبيلس لكرة السلة وفي إي إف ريغا.

## روابط خارجية
- مارتينش ميرز على موقع الاتحاد الدولي لكرة السلة (الإنجليزية)
- مارتينش ميرز على موقع الدوري الأوروبي لكرة السلة (الإنجليزية)
- مارتينش ميرز على موقع كرة السلة الأوروبية.كوم (الإنجليزية)
- مارتينش ميرز على موقع ريلجم (الإنجليزية)
- مارتينش ميرز على موقع بروبوليرز (الإنجليزية)
- مارتينش ميرز على موقع سبورتس رفرنس (الإنجليزية)